# Smile (band)

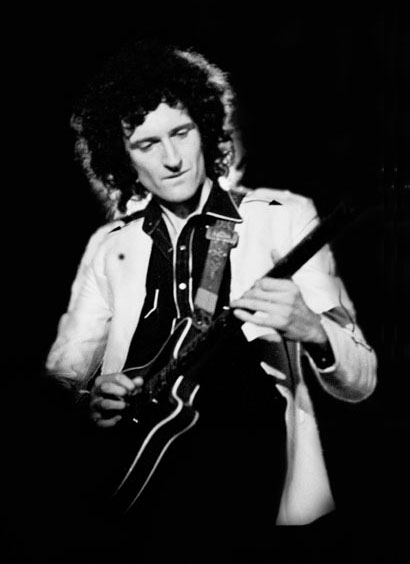
Brian May

Smile was een Britse band die in 1968 werd opgericht door Brian May en zijn schoolvriend Tim Staffell.
De band ontstond nadat May een brief op een prikbord plaatste waarin hij vroeg naar een "type drummer als Ginger Baker of Mitch Mitchell". Onder anderen Roger Taylor reageerde hierop dankzij zijn kamergenoot. Vanaf het begin was er chemie tussen Staffell, May en Taylor en laatstgenoemde werd als derde lid toegevoegd aan de band. De drie heren besloten om de groep Smile te noemen en gingen in de herfst van 1968 hard aan het werk om de band van de grond te krijgen. Het harde werken werd op 26 oktober 1968 beloond toen zij in het voorprogramma optraden van o.a. Pink Floyd. Het daaropvolgende jaar introduceerde Staffell een vriend aan de groep, dit was het eerste contact tussen May, Taylor en Farrokh Bulsara (Freddie Mercury).
1968 werd gekenmerkt door de vele optredens die de heren gaven, wat uiteindelijk een hoogtepunt werd tijdens een optreden in de London's Revolution Club op 19 april 1969. Hier werden zij geïntroduceerd aan Lou Reizner, een producer bij Mercury Records die hun een contract aanbood. Met behulp van producer John Anthony begonnen de heren een aantal nummers op te nemen zoals Earth en Step on Me, die geschreven zijn door Staffell. Uiteindelijk werd in augustus 1969 de eerste single van de band uitgebracht, Earth / Step on Me, maar deze flopte doordat er weinig tot geen marketing werd gevoerd. Desondanks ging de band samen met producer Fritz Freyer een aantal nummers opnemen in de De Lane Lea Studios. Een van de nummers die toen opgenomen werd was April Lady.
In de lente van 1970 werd het wel duidelijk dat ondanks de opnames er weinig schot in zat, Staffell besloot om de band te verlaten en zich aan te sluiten bij een andere band genaamd Humpy Bong. De reden van het vertrek was dat hij een andere weg in wilde slaan qua muziek, zijn vertrek maakte ook een einde aan het contract met Mercury Records. Zijn goede vriend Bulsara, die zijn naam had veranderd in Freddie Mercury, verving hem als leadzanger van de groep, die de naam veranderde in Queen.
In december 1992 traden de heren nog een keer als Smile op tijdens een concert georganiseerd door de band van Taylor, The Cross, waar 2 nummers werd gespeeld namelijk Earth en If I Were a Carpenter. In 2018 kwamen de leden nogmaals bij elkaar om een nieuwe versie van het nummer Doing All Right op te nemen voor de soundtrack van de Queen-film Bohemian Rhapsody.
In de korte tijd van het bestaan van Smile zijn er zes nummers opgenomen, waarvan het nummer Doing All Right eveneens werd opgenomen voor het eerste album van Queen. Alle nummers kwamen in 1982 uit op een Japans minialbum met de titel Gettin' Smile, uitgebracht door Mercury Records Japan. Dit album werd in 1997 door Pseudonym Records in Nederland uitgebracht als Ghost of a Smile, met bijdragen van Staffell, die het artwork en een voorwoord verzorgde. Aan deze uitgave zijn twee versies van het nummer The Man from Manhattan van Eddie Howell, met medewerking van Mercury en May, toegevoegd.

## Nummers opGhost of a Smile/Gettin' Smile
Gettin' Smile
1. Earth (4:02)
2. Step on Me (3:12)
3. Doing All Right (3:49)
4. April Lady (2:45)
5. Blag (3:14)
6. Polar Bear (4:06)

Bonustracks op Ghost of a Smile
1. The Man from Manhattan [original] (3:22)
2. The Man from Manhattan (Back Again) (4:56)